# Daniel Esteve
 (juillet 2020).
Si vous disposez d'ouvrages ou d'articles de référence ou si vous connaissez des sites web de qualité traitant du thème abordé ici, merci de compléter l'article en donnant les références utiles à sa vérifiabilité et en les liant à la section « Notes et références ».
Daniel Esteve est physicien français né le 2 février 1954 à Montpellier, étudiant de  l’École normale supérieure de Saint-Cloud, agrégé de sciences physiques (1976) et docteur ès sciences (1983).

## Biographie
Directeur de recherche au CEA et responsable du groupe Quantronique dans le Service de physique de l’état condensé au CEA-Saclay. Membre du conseil scientifique du Conseil européen de la recherche (ERC).
Il travaille sur la conception et l'utilisation de circuits électriques avec effets quantiques.  

## Honneurs et distinctions
- Prix Germain du Collège de France (1983)
- Prix Ampère de l’Académie des sciences (1991)
- Prix Agilent Europhysics (2004)